# Дешница
Дешни́ца (пол. Desznica, русин. Дошница) — село в Польше, находящееся на территории гмины Новы-Жмигруд Ясленского повята Подкарпатского воеводства.

## География
Село располагается в 6 км от села Новы-Жмигруд, 21 км от Ясло и 54 км от Жешува.

## История
После Второй мировой войны часть жителей села, которые были лемками, перебралась на Украину и поселилась в районе Львова и Тернополя. Остальная часть жителей была переселена в 1947 году на западные территории Польши во время операции «Висла».

## Достопримечательности
- Церковь святого Димитрия Солунского;
- Воинское кладбище времён Первая мировая войнаПервой мировой войны